# Interlands Noord-Iers voetbalelftal 1990-1999
Deze pagina toont een chronologisch en gedetailleerd overzicht van de interlands die het Noord-Iers voetbalelftal heeft gespeeld in de periode 1990 – 1999.

## Interlands

### 1990
|                                                                       |                                  |       |                                                           |                                                                             |
| 27 maart Vriendschappelijk № 401 «onderlinge duels» 20:00 uur (UTC+1) | Noord-Ierland                    | 2 – 3 | Noorwegen                                                 | Windsor Park, Belfast Toeschouwers: 3.900 Scheidsrechter: Howard King (WAL) |
| 27 maart Vriendschappelijk № 401 «onderlinge duels» 20:00 uur (UTC+1) | Jimmy Quinn 44' Kevin Wilson 86' |       | 54' Bent Skammelsrud 57' Jørn Andersen 90' Erland Johnsen | Windsor Park, Belfast Toeschouwers: 3.900 Scheidsrechter: Howard King (WAL) |

|                                                                     |                  |       |         |                                                                              |
| 18 mei Vriendschappelijk № 402 «onderlinge duels» 20:00 uur (UTC+1) | Noord-Ierland    | 1 – 0 | Uruguay | Windsor Park, Belfast Toeschouwers: 3.500 Scheidsrechter: Keith Cooper (WAL) |
| 18 mei Vriendschappelijk № 402 «onderlinge duels» 20:00 uur (UTC+1) | Kevin Wilson 39' |       |         | Windsor Park, Belfast Toeschouwers: 3.500 Scheidsrechter: Keith Cooper (WAL) |

|                                                                          |               |                                        |             |                                                                                |
| 12 september EK 1992 kwalificatie № 403 «onderlinge duels» 20:00 (UTC+1) | Noord-Ierland | 0 – 2                                  | Joegoslavië | Windsor Park, Belfast Toeschouwers: 9.008 Scheidsrechter: Jaap Uilenberg (NED) |
| 12 september EK 1992 kwalificatie № 403 «onderlinge duels» 20:00 (UTC+1) |               | 36' Darko Pančev 89' Robert Prosinečki |             | Windsor Park, Belfast Toeschouwers: 9.008 Scheidsrechter: Jaap Uilenberg (NED) |

|                                                                            |                  |       |                        |                                                                                |
| 17 oktober EK 1992 kwalificatie № 404 «onderlinge duels» 20:00 uur (UTC+1) | Noord-Ierland    | 1 – 1 | Denemarken             | Windsor Park, Belfast Toeschouwers: 9.079 Scheidsrechter: Roger Philippi (LUX) |
| 17 oktober EK 1992 kwalificatie № 404 «onderlinge duels» 20:00 uur (UTC+1) | Colin Clarke 58' |       | 11' (pen.) Jan Bartram | Windsor Park, Belfast Toeschouwers: 9.079 Scheidsrechter: Roger Philippi (LUX) |

|                                                                             |            |       |               |                                                                              |
| 14 november EK 1992 kwalificatie № 405 «onderlinge duels» 19:30 uur (UTC+1) | Oostenrijk | 0 – 0 | Noord-Ierland | Praterstadion, Wenen Toeschouwers: 7.062 Scheidsrechter: Gérard Biguet (FRA) |
| 14 november EK 1992 kwalificatie № 405 «onderlinge duels» 19:30 uur (UTC+1) |            |       |               | Praterstadion, Wenen Toeschouwers: 7.062 Scheidsrechter: Gérard Biguet (FRA) |

### 1991
|                                                                       |                                                            |       |                     |                                                                             |
| 6 februari Vriendschappelijk № 406 «onderlinge duels» 20:00 uur (UTC) | Noord-Ierland                                              | 3 – 1 | Polen               | Windsor Park, Belfast Toeschouwers: 3.500 Scheidsrechter: Keith Burge (WAL) |
| 6 februari Vriendschappelijk № 406 «onderlinge duels» 20:00 uur (UTC) | Gerry Taggart 44' Jim Magilton 61' (pen) Gerry Taggart 82' |       | 17' Robert Warzycha | Windsor Park, Belfast Toeschouwers: 3.500 Scheidsrechter: Keith Burge (WAL) |

|                                                                      |                                                                      |       |                |                                                                                    |
| 27 maart EK 1992 kwalificatie № 407 «onderlinge duels» 17:15 (UTC+2) | Joegoslavië                                                          | 4 – 1 | Noord-Ierland  | Rode Sterstadion, Belgrado Toeschouwers: 5.086 Scheidsrechter: Yusuf Namoğlu (TUR) |
| 27 maart EK 1992 kwalificatie № 407 «onderlinge duels» 17:15 (UTC+2) | Dragiša Binić 36' Darko Pančev 48' Darko Pančev 61' Darko Pančev 63' |       | 45' Colin Hill | Rode Sterstadion, Belgrado Toeschouwers: 5.086 Scheidsrechter: Yusuf Namoğlu (TUR) |

|                                                                       |                  |       |                   |                                                                                |
| 1 mei EK 1992 kwalificatie № 408 «onderlinge duels» 21:00 uur (UTC+1) | Noord-Ierland    | 1 – 1 | Faeröer           | Windsor Park, Belfast Toeschouwers: 10.000 Scheidsrechter: Michel Piraux (BEL) |
| 1 mei EK 1992 kwalificatie № 408 «onderlinge duels» 21:00 uur (UTC+1) | Colin Clarke 44' |       | 65' Kári Reynheim | Windsor Park, Belfast Toeschouwers: 10.000 Scheidsrechter: Michel Piraux (BEL) |

|                                                                              |         |                                                                                             |               |                                                                                             |
| 11 september EK 1992 kwalificatie № 409 «onderlinge duels» 19:00 uur (UTC+2) | Faeröer | 0 – 5                                                                                       | Noord-Ierland | Landskrona Idrottsplats, Landskrona Toeschouwers: 1.623 Scheidsrechter: Simo Ruokonen (FIN) |
| 11 september EK 1992 kwalificatie № 409 «onderlinge duels» 19:00 uur (UTC+2) |         | 8' Kevin Wilson 12' Colin Clarke 14' Alan McDonald 51' Colin Clarke 68' (pen.) Colin Clarke |               | Landskrona Idrottsplats, Landskrona Toeschouwers: 1.623 Scheidsrechter: Simo Ruokonen (FIN) |

|                                                                            |                                   |       |                |                                                                              |
| 16 oktober EK 1992 kwalificatie № 410 «onderlinge duels» 19:30 uur (UTC+1) | Noord-Ierland                     | 2 – 1 | Oostenrijk     | Windsor Park, Belfast Toeschouwers: 6.854 Scheidsrechter: Leif Sundell (SWE) |
| 16 oktober EK 1992 kwalificatie № 410 «onderlinge duels» 19:30 uur (UTC+1) | Iain Dowie 18' Kingsley Black 42' |       | 44' Leo Lainer | Windsor Park, Belfast Toeschouwers: 6.854 Scheidsrechter: Leif Sundell (SWE) |

|                                                                             |                                           |       |                   |                                                                                |
| 13 november EK 1992 kwalificatie № 411 «onderlinge duels» 19:30 uur (UTC+1) | Denemarken                                | 2 – 1 | Noord-Ierland     | Odensestadion, Odense Toeschouwers: 10.881 Scheidsrechter: Alexey Spirin (URS) |
| 13 november EK 1992 kwalificatie № 411 «onderlinge duels» 19:30 uur (UTC+1) | Flemming Povlsen 22' Flemming Povlsen 36' |       | 71' Gerry Taggart | Odensestadion, Odense Toeschouwers: 10.881 Scheidsrechter: Alexey Spirin (URS) |

### 1992
|                                                                        |                  |       |               |                                                                              |
| 19 februari Vriendschappelijk № 412 «onderlinge duels» 20:00 uur (UTC) | Schotland        | 1 – 0 | Noord-Ierland | Hampden Park, Glasgow Toeschouwers: 13.650 Scheidsrechter: Joe Worrall (ENG) |
| 19 februari Vriendschappelijk № 412 «onderlinge duels» 20:00 uur (UTC) | Ally McCoist 11' |       |               | Hampden Park, Glasgow Toeschouwers: 13.650 Scheidsrechter: Joe Worrall (ENG) |

|                                                                          |                                    |       |                                               |                                                                               |
| 28 april WK 1994 kwalificatie № 413 «onderlinge duels» 19:30 uur (UTC+1) | Noord-Ierland                      | 2 – 2 | Litouwen                                      | Windsor Park, Belfast Toeschouwers: 4.500 Scheidsrechter: Rune Pedersen (NOR) |
| 28 april WK 1994 kwalificatie № 413 «onderlinge duels» 19:30 uur (UTC+1) | Kevin Wilson 13' Gerry Taggart 16' |       | 40' Arminas Narbekovas 48' Robertas Fridrikas | Windsor Park, Belfast Toeschouwers: 4.500 Scheidsrechter: Rune Pedersen (NOR) |

|                                                                     |                  |       |                    |                                                                                    |
| 2 juni Vriendschappelijk № 414 «onderlinge duels» 20:15 uur (UTC+2) | Duitsland        | 1 – 1 | Noord-Ierland      | Weserstadion, Bremen Toeschouwers: 24.000 Scheidsrechter: Alphonse Costantin (BEL) |
| 2 juni Vriendschappelijk № 414 «onderlinge duels» 20:15 uur (UTC+2) | Manfred Binz 40' |       | 22' Michael Hughes | Weserstadion, Bremen Toeschouwers: 24.000 Scheidsrechter: Alphonse Costantin (BEL) |

|                                                                             |                                                    |       |         |                                                                               |
| 9 september WK 1994 kwalificatie № 415 «onderlinge duels» 20:00 uur (UTC+1) | Noord-Ierland                                      | 3 – 0 | Albanië | Windsor Park, Belfast Toeschouwers: 4.756 Scheidsrechter: Marnix Sandra (BEL) |
| 9 september WK 1994 kwalificatie № 415 «onderlinge duels» 20:00 uur (UTC+1) | Colin Clarke 14' Kevin Wilson 31' Jim Magilton 44' |       |         | Windsor Park, Belfast Toeschouwers: 4.756 Scheidsrechter: Marnix Sandra (BEL) |

|                                                                            |               |       |        |                                                                               |
| 14 oktober WK 1994 kwalificatie № 416 «onderlinge duels» 20:00 uur (UTC+1) | Noord-Ierland | 0 – 0 | Spanje | Windsor Park, Belfast Toeschouwers: 10.343 Scheidsrechter: Hellmut Krug (GER) |
| 14 oktober WK 1994 kwalificatie № 416 «onderlinge duels» 20:00 uur (UTC+1) |               |       |        | Windsor Park, Belfast Toeschouwers: 10.343 Scheidsrechter: Hellmut Krug (GER) |

|                                                                           |               |                   |            |                                                                              |
| 18 november WK 1994 kwalificatie № 417 «onderlinge duels» 20:00 uur (UTC) | Noord-Ierland | 0 – 1             | Denemarken | Windsor Park, Belfast Toeschouwers: 11.000 Scheidsrechter: Sándor Puhl (HUN) |
| 18 november WK 1994 kwalificatie № 417 «onderlinge duels» 20:00 uur (UTC) |               | 51' Henrik Larsen |            | Windsor Park, Belfast Toeschouwers: 11.000 Scheidsrechter: Sándor Puhl (HUN) |

### 1993
|                                                                             |                   |       |                                    |                                                                                        |
| 17 februari WK 1994 kwalificatie № 418 «onderlinge duels» 14:30 uur (UTC+1) | Albanië           | 1 – 2 | Noord-Ierland                      | Qemal Stafastadion, Tirana Toeschouwers: 17.000 Scheidsrechter: Veselin Bogdanov (BUL) |
| 17 februari WK 1994 kwalificatie № 418 «onderlinge duels» 14:30 uur (UTC+1) | Altin Rraklli 89' |       | 15' Jim Magilton 41' Alan McDonald | Qemal Stafastadion, Tirana Toeschouwers: 17.000 Scheidsrechter: Veselin Bogdanov (BUL) |

|                                                                          |                                                      |       |               |                                                                                      |
| 31 maart WK 1994 kwalificatie № 419 «onderlinge duels» 13:45 uur (UTC+1) | Ierland                                              | 3 – 0 | Noord-Ierland | Lansdowne Road, Dublin Toeschouwers: 33.000 Scheidsrechter: Kurt Röthlisberger (SUI) |
| 31 maart WK 1994 kwalificatie № 419 «onderlinge duels» 13:45 uur (UTC+1) | Andy Townsend 19' Niall Quinn 21' Steve Staunton 28' |       |               | Lansdowne Road, Dublin Toeschouwers: 33.000 Scheidsrechter: Kurt Röthlisberger (SUI) |

|                                                                          |                                                         |       |                  |                                                                                            |
| 28 april WK 1994 kwalificatie № 420 «onderlinge duels» 21:30 uur (UTC+2) | Spanje                                                  | 3 – 1 | Noord-Ierland    | Estadio Benito Villamarín, Sevilla Toeschouwers: 20.000 Scheidsrechter: Leif Sundell (SWE) |
| 28 april WK 1994 kwalificatie № 420 «onderlinge duels» 21:30 uur (UTC+2) | Julio Salinas 21' Julio Salinas 26' Fernando Hierro 41' |       | 11' Kevin Wilson | Estadio Benito Villamarín, Sevilla Toeschouwers: 20.000 Scheidsrechter: Leif Sundell (SWE) |

|                                                                        |          |               |               |                                                                              |
| 25 mei WK 1994 kwalificatie № 421 «onderlinge duels» 18:30 uur (UTC+3) | Litouwen | 0 – 1         | Noord-Ierland | Žalgirisstadion, Vilnius Toeschouwers: 6.500 Scheidsrechter: Esa Palsi (FIN) |
| 25 mei WK 1994 kwalificatie № 421 «onderlinge duels» 18:30 uur (UTC+3) |          | 8' Iain Dowie |               | Žalgirisstadion, Vilnius Toeschouwers: 6.500 Scheidsrechter: Esa Palsi (FIN) |

|                                                                    |                    |       |                                   |                                                                             |
| 2 juni WK 1994 kwalificatie № 422 «onderlinge duels» 18:30 (UTC+3) | Letland            | 1 – 2 | Noord-Ierland                     | Daugavastadion, Riga Toeschouwers: 2.764 Scheidsrechter: Piotr Werner (POL) |
| 2 juni WK 1994 kwalificatie № 422 «onderlinge duels» 18:30 (UTC+3) | Ainārs Linards 55' |       | 4' Jim Magilton 15' Gerry Taggart | Daugavastadion, Riga Toeschouwers: 2.764 Scheidsrechter: Piotr Werner (POL) |

|                                                                         |                               |       |         |                                                                              |
| 8 september WK 1994 kwalificatie № 423 «onderlinge duels» 20:00 (UTC+1) | Noord-Ierland                 | 2 – 0 | Letland | Windsor Park, Belfast Toeschouwers: 6.400 Scheidsrechter: João Correia (POR) |
| 8 september WK 1994 kwalificatie № 423 «onderlinge duels» 20:00 (UTC+1) | Jimmy Quinn 35' Phil Gray 80' |       |         | Windsor Park, Belfast Toeschouwers: 6.400 Scheidsrechter: João Correia (POR) |

|                                                                            |                   |       |               |                                                                            |
| 13 oktober WK 1994 kwalificatie № 424 «onderlinge duels» 19:00 uur (UTC+1) | Denemarken        | 1 – 0 | Noord-Ierland | Parken, Kopenhagen Toeschouwers: 40.242 Scheidsrechter: Vadzim Zjoek (BLR) |
| 13 oktober WK 1994 kwalificatie № 424 «onderlinge duels» 19:00 uur (UTC+1) | Brian Laudrup 83' |       |               | Parken, Kopenhagen Toeschouwers: 40.242 Scheidsrechter: Vadzim Zjoek (BLR) |

|                                                                           |                 |       |                     |                                                                              |
| 17 november WK 1994 kwalificatie № 425 «onderlinge duels» 20:00 uur (UTC) | Noord-Ierland   | 1 – 1 | Ierland             | Windsor Park, Belfast Toeschouwers: 10.500 Scheidsrechter: Ahmet Çakar (TUR) |
| 17 november WK 1994 kwalificatie № 425 «onderlinge duels» 20:00 uur (UTC) | Jimmy Quinn 73' |       | 76' Alan McLoughlin | Windsor Park, Belfast Toeschouwers: 10.500 Scheidsrechter: Ahmet Çakar (TUR) |

### 1994
|                                                                     |                                |       |          |                                                                              |
| 23 maart Vriendschappelijk № 426 «onderlinge duels» 20:00 uur (UTC) | Noord-Ierland                  | 2 – 0 | Roemenië | Windsor Park, Belfast Toeschouwers: 15.000 Scheidsrechter: Keith Burge (WAL) |
| 23 maart Vriendschappelijk № 426 «onderlinge duels» 20:00 uur (UTC) | Steve Morrow 42' Phil Gray 50' |       |          | Windsor Park, Belfast Toeschouwers: 15.000 Scheidsrechter: Keith Burge (WAL) |

|                                                                          |                                                               |       |                   |                                                                               |
| 20 april EK 1996 kwalificatie № 427 «onderlinge duels» 20:00 uur (UTC+1) | Noord-Ierland                                                 | 4 – 1 | Liechtenstein     | Windsor Park, Belfast Toeschouwers: 7.150 Scheidsrechter: Roelof Luinge (NED) |
| 20 april EK 1996 kwalificatie № 427 «onderlinge duels» 20:00 uur (UTC+1) | Jimmy Quinn 4' Steve Lomas 25' Jimmy Quinn 32' Iain Dowie 48' |       | 82' Daniel Hasler | Windsor Park, Belfast Toeschouwers: 7.150 Scheidsrechter: Roelof Luinge (NED) |

|                                                   |                                      |       |               |                                                                                      |
| 4 juni Vriendschappelijk № 428 «onderlinge duels» | Colombia                             | 2 – 0 | Noord-Ierland | Foxboro Stadium, Foxborough Toeschouwers: 21.153 Scheidsrechter: Jack D`Aquila (USA) |
| 4 juni Vriendschappelijk № 428 «onderlinge duels» | Wilson Pérez 29' Adolfo Valencia 45' |       |               | Foxboro Stadium, Foxborough Toeschouwers: 21.153 Scheidsrechter: Jack D`Aquila (USA) |

|                                                                      |                                                              |       |               |                                                                          |
| 11 juni Vriendschappelijk № 429 «onderlinge duels» 16:00 uur (UTC−4) | Mexico                                                       | 3 – 0 | Noord-Ierland | Orange Bowl, Miami Toeschouwers: 8.418 Scheidsrechter: Helder Dias (USA) |
| 11 juni Vriendschappelijk № 429 «onderlinge duels» 16:00 uur (UTC−4) | Luis Garcia 18' (pen.) Luis Garcia 30' Carlos Hermosillo 77' |       |               | Orange Bowl, Miami Toeschouwers: 8.418 Scheidsrechter: Helder Dias (USA) |

|                                                                             |                        |       |                                     |                                                                               |
| 7 september EK 1996 kwalificatie № 430 «onderlinge duels» 20:00 uur (UTC+1) | Noord-Ierland          | 1 – 2 | Portugal                            | Windsor Park, Belfast Toeschouwers: 6.301 Scheidsrechter: Rune Pedersen (NOR) |
| 7 september EK 1996 kwalificatie № 430 «onderlinge duels» 20:00 uur (UTC+1) | Jimmy Quinn 58' (pen.) |       | 8' Rui Costa 81' Domingos Paciência | Windsor Park, Belfast Toeschouwers: 6.301 Scheidsrechter: Rune Pedersen (NOR) |

|                                                                            |                         |       |                                  |                                                                                           |
| 12 oktober EK 1996 kwalificatie № 431 «onderlinge duels» 19:30 uur (UTC+1) | Oostenrijk              | 1 – 2 | Noord-Ierland                    | Ernst Happelstadion, Wenen Toeschouwers: 19.742 Scheidsrechter: Antonio López Nieto (ESP) |
| 12 oktober EK 1996 kwalificatie № 431 «onderlinge duels» 19:30 uur (UTC+1) | Toni Polster 24' (pen.) |       | 2' Keith Gillespie 35' Phil Gray | Ernst Happelstadion, Wenen Toeschouwers: 19.742 Scheidsrechter: Antonio López Nieto (ESP) |

|                                                                           |               |                                                                    |         |                                                                                     |
| 16 november EK 1996 kwalificatie № 432 «onderlinge duels» 20:00 uur (UTC) | Noord-Ierland | 0 – 4                                                              | Ierland | Windsor Park, Belfast Toeschouwers: 10.336 Scheidsrechter: Serge Muhmenthaler (SUI) |
| 16 november EK 1996 kwalificatie № 432 «onderlinge duels» 20:00 uur (UTC) |               | 6' John Aldridge 11' Roy Keane 38' John Sheridan 55' Andy Townsend |         | Windsor Park, Belfast Toeschouwers: 10.336 Scheidsrechter: Serge Muhmenthaler (SUI) |

### 1995
|                                                                          |                 |       |                |                                                                                     |
| 29 maart EK 1996 kwalificatie № 433 «onderlinge duels» 14:30 uur (UTC+1) | Ierland         | 1 – 1 | Noord-Ierland  | ansdowne Road, Dublin Toeschouwers: 32.700 Scheidsrechter: Mario van der Ende (NED) |
| 29 maart EK 1996 kwalificatie № 433 «onderlinge duels» 14:30 uur (UTC+1) | Niall Quinn 47' |       | 73' Iain Dowie | ansdowne Road, Dublin Toeschouwers: 32.700 Scheidsrechter: Mario van der Ende (NED) |

|                                                                      |         |                       |               |                                                                            |
| 26 april EK 1996 kwalificatie № 434 «onderlinge duels» 19:00 (UTC+3) | Letland | 0 – 1                 | Noord-Ierland | Daugavastadion, Riga Toeschouwers: 1.560 Scheidsrechter: Finn Lambek (DEN) |
| 26 april EK 1996 kwalificatie № 434 «onderlinge duels» 19:00 (UTC+3) |         | 69' (pen.) Iain Dowie |               | Daugavastadion, Riga Toeschouwers: 1.560 Scheidsrechter: Finn Lambek (DEN) |

|                                                              |                                            |       |               |                                                                                      |
| 22 mei Canada Cup № 435 «onderlinge duels» 14:30 uur (UTC−6) | Canada                                     | 2 – 0 | Noord-Ierland | Commonwealth Stadium, Edmonton Toeschouwers: 12.112 Scheidsrechter: Brian Hall (USA) |
| 22 mei Canada Cup № 435 «onderlinge duels» 14:30 uur (UTC−6) | Paul Peschisolido 9' Paul Peschisolido 23' |       |               | Commonwealth Stadium, Edmonton Toeschouwers: 12.112 Scheidsrechter: Brian Hall (USA) |

|                                            |                                            |       |               |                                                                                       |
| 25 mei Canada Cup № 436 «onderlinge duels» | Chili                                      | 2 – 1 | Noord-Ierland | Commonwealth Stadium, Edmonton Toeschouwers: 6.124 Scheidsrechter: Mike Seifert (CAN) |
| 25 mei Canada Cup № 436 «onderlinge duels» | Esteban Valencia 74' Patricio Mardones 81' |       | Iain Dowie 6' | Commonwealth Stadium, Edmonton Toeschouwers: 6.124 Scheidsrechter: Mike Seifert (CAN) |

|                                                                    |                |       |                                               |                                                                                 |
| 7 juni EK 1996 kwalificatie № 437 «onderlinge duels» 20:00 (UTC+1) | Noord-Ierland  | 1 – 2 | Letland                                       | Windsor Park, Belfast Toeschouwers: 6.935 Scheidsrechter: Juan Ansuátegui (ESP) |
| 7 juni EK 1996 kwalificatie № 437 «onderlinge duels» 20:00 (UTC+1) | Iain Dowie 44' |       | 59' Armands Zeiberliņš 62' Vitālijs Astafjevs | Windsor Park, Belfast Toeschouwers: 6.935 Scheidsrechter: Juan Ansuátegui (ESP) |

|                                                                             |                        |       |                    |                                                                                 |
| 3 september EK 1996 kwalificatie № 438 «onderlinge duels» 21:00 uur (UTC+2) | Portugal               | 1 – 1 | Noord-Ierland      | Estádio das Antas, Porto Toeschouwers: 26.780 Scheidsrechter: Rémi Harrel (FRA) |
| 3 september EK 1996 kwalificatie № 438 «onderlinge duels» 21:00 uur (UTC+2) | Domingos Paciência 47' |       | 65' Michael Hughes | Estádio das Antas, Porto Toeschouwers: 26.780 Scheidsrechter: Rémi Harrel (FRA) |

|                                                                            |               |                                                                     |               |                                                                                        |
| 11 oktober EK 1996 kwalificatie № 439 «onderlinge duels» 15:00 uur (UTC+1) | Liechtenstein | 0 – 4                                                               | Noord-Ierland | Sportpark Eschen/Mauren, Eschen Toeschouwers: 1.100 Scheidsrechter: Ľuboš Micheľ (SVK) |
| 11 oktober EK 1996 kwalificatie № 439 «onderlinge duels» 15:00 uur (UTC+1) |               | 36' Michael O'Neill 49' Gerry McMahon 55' Jimmy Quinn 71' Phil Gray |               | Sportpark Eschen/Mauren, Eschen Toeschouwers: 1.100 Scheidsrechter: Ľuboš Micheľ (SVK) |

|                                                                        |                                                                                              |       |                                                        |                                                                              |
| 15 november Vriendschappelijk № 440 «onderlinge duels» 20:00 uur (UTC) | Noord-Ierland                                                                                | 5 – 3 | Oostenrijk                                             | Windsor Park, Belfast Toeschouwers: 8.451 Scheidsrechter: Leif Sundell (SWE) |
| 15 november Vriendschappelijk № 440 «onderlinge duels» 20:00 uur (UTC) | Michael O'Neill 27' Iain Dowie 32' (pen.) Barry Hunter 53' Phil Gray 64' Michael O'Neill 76' |       | 56' Markus Schopp 70' Christian Stumpf 80' Arnold Wetl | Windsor Park, Belfast Toeschouwers: 8.451 Scheidsrechter: Leif Sundell (SWE) |

### 1996
|                                                                     |               |                                            |           |                                                                             |
| 27 maart Vriendschappelijk № 441 «onderlinge duels» 19:30 uur (UTC) | Noord-Ierland | 0 – 2                                      | Noorwegen | Windsor Park, Belfast Toeschouwers: 5.343 Scheidsrechter: John Ashman (WAL) |
| 27 maart Vriendschappelijk № 441 «onderlinge duels» 19:30 uur (UTC) |               | 51' Ole Gunnar Solskjær 83' Egil Østenstad |           | Windsor Park, Belfast Toeschouwers: 5.343 Scheidsrechter: John Ashman (WAL) |

|                                                                       |                   |       |                                     |                                                                             |
| 25 april Vriendschappelijk № 442 «onderlinge duels» 19:30 uur (UTC+1) | Noord-Ierland     | 1 – 2 | Zweden                              | Windsor Park, Belfast Toeschouwers: 5.666 Scheidsrechter: Hugh Dallas (SCO) |
| 25 april Vriendschappelijk № 442 «onderlinge duels» 19:30 uur (UTC+1) | Gerry McMahon 84' |       | 22' Martin Dahlin 58' Klas Ingesson | Windsor Park, Belfast Toeschouwers: 5.666 Scheidsrechter: Hugh Dallas (SCO) |

|                                                                     |                    |       |                   |                                                                               |
| 29 mei Vriendschappelijk № 443 «onderlinge duels» 19:30 uur (UTC+1) | Noord-Ierland      | 1 – 1 | Duitsland         | Windsor Park, Belfast Toeschouwers: 11.700 Scheidsrechter: Willie Young (SCO) |
| 29 mei Vriendschappelijk № 443 «onderlinge duels» 19:30 uur (UTC+1) | George O'Boyle 76' |       | 77' Mehmet Scholl | Windsor Park, Belfast Toeschouwers: 11.700 Scheidsrechter: Willie Young (SCO) |

|                                                                             |               |                   |          |                                                                            |
| 31 augustus WK 1998 kwalificatie № 444 «onderlinge duels» 15:00 uur (UTC+1) | Noord-Ierland | 0 – 1             | Oekraïne | Windsor Park, Belfast Toeschouwers: 9.358 Scheidsrechter: Alain Sars (FRA) |
| 31 augustus WK 1998 kwalificatie № 444 «onderlinge duels» 15:00 uur (UTC+1) |               | 79' Serhij Rebrov |          | Windsor Park, Belfast Toeschouwers: 9.358 Scheidsrechter: Alain Sars (FRA) |

|                                                                           |                 |       |                     |                                                                                  |
| 5 oktober WK 1998 kwalificatie № 445 «onderlinge duels» 15:00 uur (UTC+1) | Noord-Ierland   | 1 – 1 | Armenië             | Windsor Park, Belfast Toeschouwers: 8.357 Scheidsrechter: Krste Danilovski (MKD) |
| 5 oktober WK 1998 kwalificatie № 445 «onderlinge duels» 15:00 uur (UTC+1) | Neil Lennon 29' |       | 8' Eric Assadouryan | Windsor Park, Belfast Toeschouwers: 8.357 Scheidsrechter: Krste Danilovski (MKD) |

|                                                                            |                    |       |                   |                                                                                   |
| 9 november WK 1998 kwalificatie № 446 «onderlinge duels» 17:30 uur (UTC+1) | Duitsland          | 1 – 1 | Noord-Ierland     | Frankenstadion, Neurenberg Toeschouwers: 40.718 Scheidsrechter: Ahmet Çakar (TUR) |
| 9 november WK 1998 kwalificatie № 446 «onderlinge duels» 17:30 uur (UTC+1) | Andreas Möller 41' |       | 39' Gerry Taggart | Frankenstadion, Neurenberg Toeschouwers: 40.718 Scheidsrechter: Ahmet Çakar (TUR) |

|                                                                           |                               |       |         |                                                                                  |
| 14 december WK 1998 kwalificatie № 447 «onderlinge duels» 15:00 uur (UTC) | Noord-Ierland                 | 2 – 0 | Albanië | Windsor Park, Belfast Toeschouwers: 7.935 Scheidsrechter: Andreas Georgiou (CYP) |
| 14 december WK 1998 kwalificatie № 447 «onderlinge duels» 15:00 uur (UTC) | Iain Dowie 12' Iain Dowie 21' |       |         | Windsor Park, Belfast Toeschouwers: 7.935 Scheidsrechter: Andreas Georgiou (CYP) |

### 1997
|                                                                         |                                             |       |               |                                                                                      |
| 22 januari Vriendschappelijk № 448 «onderlinge duels» 20:45 uur (UTC+1) | Italië                                      | 2 – 0 | Noord-Ierland | Stadio La Favorita, Palermo Toeschouwers: 30.886 Scheidsrechter: Lutz Fröhlich (GER) |
| 22 januari Vriendschappelijk № 448 «onderlinge duels» 20:45 uur (UTC+1) | Gianfranco Zola 9' Alessandro Del Piero 88' |       |               | Stadio La Favorita, Palermo Toeschouwers: 30.886 Scheidsrechter: Lutz Fröhlich (GER) |

|                                                                        |                                                          |       |        |                                                                                |
| 11 februari Vriendschappelijk № 449 «onderlinge duels» 19:00 uur (UTC) | Noord-Ierland                                            | 3 – 0 | België | Windsor Park, Belfast Toeschouwers: 7.126 Scheidsrechter: John Rowbotham (SCO) |
| 11 februari Vriendschappelijk № 449 «onderlinge duels» 19:00 uur (UTC) | James Quinn 14' Jim Magilton 62' (pen.) Phil Mulryne 88' |       |        | Windsor Park, Belfast Toeschouwers: 7.126 Scheidsrechter: John Rowbotham (SCO) |

|                                                                        |               |       |          |                                                                                 |
| 29 maart WK 1998 kwalificatie № 450 «onderlinge duels» 15:00 uur (UTC) | Noord-Ierland | 0 – 0 | Portugal | Windsor Park, Belfast Toeschouwers: 9.400 Scheidsrechter: Graziano Cesari (ITA) |
| 29 maart WK 1998 kwalificatie № 450 «onderlinge duels» 15:00 uur (UTC) |               |       |          | Windsor Park, Belfast Toeschouwers: 9.400 Scheidsrechter: Graziano Cesari (ITA) |

|                                                                         |                                             |       |                       |                                                                                |
| 2 april WK 1998 kwalificatie № 451 «onderlinge duels» 18:00 uur (UTC+3) | Oekraïne                                    | 2 – 1 | Noord-Ierland         | NSK Olimpiejsky, Kiev Toeschouwers: 85.000 Scheidsrechter: Václav Krondl (CZE) |
| 2 april WK 1998 kwalificatie № 451 «onderlinge duels» 18:00 uur (UTC+3) | Vitaliy Kosovskyi 3' Andrij Sjevtsjenko 71' |       | 14' (pen.) Iain Dowie | NSK Olimpiejsky, Kiev Toeschouwers: 85.000 Scheidsrechter: Václav Krondl (CZE) |

|                                                                          |         |       |               |                                                                              |
| 30 april WK 1998 kwalificatie № 452 «onderlinge duels» 19:00 uur (UTC+5) | Armenië | 0 – 0 | Noord-Ierland | Hrazdan, Jerevan Toeschouwers: 5.000 Scheidsrechter: Karl-Erik Nilsson (SWE) |
| 30 april WK 1998 kwalificatie № 452 «onderlinge duels» 19:00 uur (UTC+5) |         |       |               | Hrazdan, Jerevan Toeschouwers: 5.000 Scheidsrechter: Karl-Erik Nilsson (SWE) |

|                                                   |          |       |               |                                                                                            |
| 21 mei Vriendschappelijk № 453 «onderlinge duels» | Thailand | 0 – 0 | Noord-Ierland | Suphachalasaistadion, Bangkok Toeschouwers: 15.000 Scheidsrechter: Panya Hanlumyaung (THA) |
| 21 mei Vriendschappelijk № 453 «onderlinge duels» |          |       |               | Suphachalasaistadion, Bangkok Toeschouwers: 15.000 Scheidsrechter: Panya Hanlumyaung (THA) |

|                                                                             |                    |       |                                                             |                                                                                     |
| 20 augustus WK 1998 kwalificatie № 454 «onderlinge duels» 19:30 uur (UTC+1) | Noord-Ierland      | 1 – 3 | Duitsland                                                   | Windsor Park, Belfast Toeschouwers: 12.037 Scheidsrechter: José García-Aranda (ESP) |
| 20 augustus WK 1998 kwalificatie № 454 «onderlinge duels» 19:30 uur (UTC+1) | Michael Hughes 59' |       | 73' Oliver Bierhoff 78' Oliver Bierhoff 79' Oliver Bierhoff | Windsor Park, Belfast Toeschouwers: 12.037 Scheidsrechter: José García-Aranda (ESP) |

|                                                                                  |                 |       |               |                                                                           |
| [110 september]] WK 1998 kwalificatie № 455 «onderlinge duels» 17:00 uur (UTC+2) | Albanië         | 1 – 0 | Noord-Ierland | Hardturm, Zürich Toeschouwers: 2.650 Scheidsrechter: Roger Philippi (LUX) |
| [110 september]] WK 1998 kwalificatie № 455 «onderlinge duels» 17:00 uur (UTC+2) | Altin Haxhi 69' |       |               | Hardturm, Zürich Toeschouwers: 2.650 Scheidsrechter: Roger Philippi (LUX) |

|                                                                            |                      |       |               |                                                                                     |
| 11 oktober WK 1998 kwalificatie № 456 «onderlinge duels» 17:30 uur (UTC+1) | Portugal             | 1 – 0 | Noord-Ierland | Estádio da Luz, Lissabon Toeschouwers: 31.847 Scheidsrechter: Peter Mikkelsen (DEN) |
| 11 oktober WK 1998 kwalificatie № 456 «onderlinge duels» 17:30 uur (UTC+1) | Sérgio Conceição 18' |       |               | Estádio da Luz, Lissabon Toeschouwers: 31.847 Scheidsrechter: Peter Mikkelsen (DEN) |

### 1998
|                                                                     |                 |       |           |                                                                              |
| 25 maart Vriendschappelijk № 457 «onderlinge duels» 20:00 uur (UTC) | Noord-Ierland   | 1 – 0 | Slowakije | Windsor Park, Belfast Toeschouwers: 7.895 Scheidsrechter: Alan Howells (WAL) |
| 25 maart Vriendschappelijk № 457 «onderlinge duels» 20:00 uur (UTC) | Steve Lomas 51' |       |           | Windsor Park, Belfast Toeschouwers: 7.895 Scheidsrechter: Alan Howells (WAL) |

|                                                                       |                      |       |             |                                                                             |
| 22 april Vriendschappelijk № 458 «onderlinge duels» 20:00 uur (UTC+1) | Noord-Ierland        | 1 – 0 | Zwitserland | Windsor Park, Belfast Toeschouwers: 8.862 Scheidsrechter: Hugh Dallas (SCO) |
| 22 april Vriendschappelijk № 458 «onderlinge duels» 20:00 uur (UTC+1) | Darren Patterson 10' |       |             | Windsor Park, Belfast Toeschouwers: 8.862 Scheidsrechter: Hugh Dallas (SCO) |

|                                                                     |                                                                                             |       |                   |                                                                                             |
| 3 juni Vriendschappelijk № 459 «onderlinge duels» 21:45 uur (UTC+2) | Spanje                                                                                      | 4 – 1 | Noord-Ierland     | Estadio El Sardinero, Santander Toeschouwers: 18.120 Scheidsrechter: Gilles Veissière (FRA) |
| 3 juni Vriendschappelijk № 459 «onderlinge duels» 21:45 uur (UTC+2) | Juan Antonio Pizzi 29' Juan Antonio Pizzi 37' Fernando Morientes 47' Fernando Morientes 67' |       | 43' Gerry Taggart | Estadio El Sardinero, Santander Toeschouwers: 18.120 Scheidsrechter: Gilles Veissière (FRA) |

|                                                                          |                                                                     |       |               |                                                                                         |
| 5 september Vriendschappelijk № 460 «onderlinge duels» 20:30 uur (UTC+3) | Turkije                                                             | 3 – 0 | Noord-Ierland | Ali Sami Yenstadion, Istanbul Toeschouwers: 19.480 Scheidsrechter: Ryszard Wójcik (POL) |
| 5 september Vriendschappelijk № 460 «onderlinge duels» 20:30 uur (UTC+3) | Oktay Derelioğlu 18' Tayfur Havutçu 50' (pen.) Oktay Derelioğlu 58' |       |               | Ali Sami Yenstadion, Istanbul Toeschouwers: 19.480 Scheidsrechter: Ryszard Wójcik (POL) |

|                                                                        |                   |       |         |                                                                              |
| 10 oktober EK 2000 kwalificatie № 461 «onderlinge duels» 15:00 (UTC+1) | Noord-Ierland     | 1 – 0 | Finland | Windsor Park, Belfast Toeschouwers: 10.002 Scheidsrechter: Zoran Arsić (YUG) |
| 10 oktober EK 2000 kwalificatie № 461 «onderlinge duels» 15:00 (UTC+1) | Keith Rowland 36' |       |         | Windsor Park, Belfast Toeschouwers: 10.002 Scheidsrechter: Zoran Arsić (YUG) |

|                                                                              |                                |       |                                               |                                                                                  |
| 18 november EK-kwalificatie groep 3 № 462 «onderlinge duels» 20:00 uur (UTC) | Noord-Ierland                  | 2 – 2 | Moldavië                                      | Windsor Park, Belfast Toeschouwers: 11.142 Scheidsrechter: Vladimír Hriňák (SVK) |
| 18 november EK-kwalificatie groep 3 № 462 «onderlinge duels» 20:00 uur (UTC) | Iain Dowie 49' Neil Lennon 63' |       | 22' Vladimir Gaidamașciuc 56' Ion Testemițanu | Windsor Park, Belfast Toeschouwers: 11.142 Scheidsrechter: Vladimír Hriňák (SVK) |

### 1999
|                                                                        |               |                                                  |           |                                                                                  |
| 27 maart EK 2000 kwalificatie № 463 «onderlinge duels» 15:00 uur (UTC) | Noord-Ierland | 0 – 3                                            | Duitsland | Windsor Park, Belfast Toeschouwers: 14.270 Scheidsrechter: Graziano Cesari (ITA) |
| 27 maart EK 2000 kwalificatie № 463 «onderlinge duels» 15:00 uur (UTC) |               | 19' Marco Bode 43' Marco Bode 62' Dietmar Hamann |           | Windsor Park, Belfast Toeschouwers: 14.270 Scheidsrechter: Graziano Cesari (ITA) |

|                                                                          |          |       |               |                                                                                        |
| 31 maart EK 2000 kwalificatie № 464 «onderlinge duels» 19:00 uur (UTC+3) | Moldavië | 0 – 0 | Noord-Ierland | Stadionul Republican, Chisinau Toeschouwers: 9.237 Scheidsrechter: Edo Trivković (CRO) |
| 31 maart EK 2000 kwalificatie № 464 «onderlinge duels» 19:00 uur (UTC+3) |          |       |               | Stadionul Republican, Chisinau Toeschouwers: 9.237 Scheidsrechter: Edo Trivković (CRO) |

|                                                                       |                        |       |                  |                                                                              |
| 27 april Vriendschappelijk № 465 «onderlinge duels» 20:00 uur (UTC+1) | Noord-Ierland          | 1 – 1 | Canada           | Windsor Park, Belfast Toeschouwers: 7.663 Scheidsrechter: Mike McCurry (SCO) |
| 27 april Vriendschappelijk № 465 «onderlinge duels» 20:00 uur (UTC+1) | Brad Parker 90' (e.d.) |       | 67' Marc Bircham | Windsor Park, Belfast Toeschouwers: 7.663 Scheidsrechter: Mike McCurry (SCO) |

|                                                                     |         |                   |               |                                                                                 |
| 29 mei Vriendschappelijk № 466 «onderlinge duels» 15:00 uur (UTC+1) | Ierland | 0 – 1             | Noord-Ierland | Lansdowne Road, Dublin Toeschouwers: 12.100 Scheidsrechter: Ceri Richards (WAL) |
| 29 mei Vriendschappelijk № 466 «onderlinge duels» 15:00 uur (UTC+1) |         | 84' Danny Griffin |               | Lansdowne Road, Dublin Toeschouwers: 12.100 Scheidsrechter: Ceri Richards (WAL) |

|                                                                          |               |                      |           |                                                                                |
| 18 augustus Vriendschappelijk № 467 «onderlinge duels» 19:45 uur (UTC+1) | Noord-Ierland | 0 – 1                | Frankrijk | Windsor Park, Belfast Toeschouwers: 11.804 Scheidsrechter: William Young (SCO) |
| 18 augustus Vriendschappelijk № 467 «onderlinge duels» 19:45 uur (UTC+1) |               | 67' Lilian Laslandes |           | Windsor Park, Belfast Toeschouwers: 11.804 Scheidsrechter: William Young (SCO) |

|                                                                          |               |                                              |         |                                                                            |
| 4 september Vriendschappelijk № 468 «onderlinge duels» 15:00 uur (UTC+1) | Noord-Ierland | 0 – 3                                        | Turkije | Windsor Park, Belfast Toeschouwers: 7.270 Scheidsrechter: Alain Sars (FRA) |
| 4 september Vriendschappelijk № 468 «onderlinge duels» 15:00 uur (UTC+1) |               | 44' Arif Erdem 46' Arif Erdem 48' Arif Erdem |         | Windsor Park, Belfast Toeschouwers: 7.270 Scheidsrechter: Alain Sars (FRA) |

|                                                                             |                                                                                |       |               |                                                                                     |
| 8 september EK 2000 kwalificatie № 469 «onderlinge duels» 20:30 uur (UTC+2) | Duitsland                                                                      | 4 – 0 | Noord-Ierland | Westfalenstadion, Dortmund Toeschouwers: 41.000 Scheidsrechter: Giorgos Bikas (GRE) |
| 8 september EK 2000 kwalificatie № 469 «onderlinge duels» 20:30 uur (UTC+2) | Oliver Bierhoff 2' Christian Ziege 15' Christian Ziege 35' Christian Ziege 45' |       |               | Westfalenstadion, Dortmund Toeschouwers: 41.000 Scheidsrechter: Giorgos Bikas (GRE) |

|                                                                       |                                                                          |       |                  |                                                                                    |
| 9 oktober EK 2000 kwalificatie № 470 «onderlinge duels» 19:00 (UTC+3) | Finland                                                                  | 4 – 1 | Noord-Ierland    | Olympisch Stadion, Helsinki Toeschouwers: 8.217 Scheidsrechter: Amand Ancion (BEL) |
| 9 oktober EK 2000 kwalificatie № 470 «onderlinge duels» 19:00 (UTC+3) | Jonatan Johansson 9' Sami Hyypiä 63' Joonas Kolkka 73' Joonas Kolkka 83' |       | 59' Jeff Whitley | Olympisch Stadion, Helsinki Toeschouwers: 8.217 Scheidsrechter: Amand Ancion (BEL) |

CONMEBOL: Bolivia · Chili  · Colombia · Ecuador · Uruguay · Venezuela

UEFA: Albanië · Andorra · Armenië · Azerbeidzjan · België · Bosnië en Herzegovina · Bulgarije · Cyprus · Denemarken · (West-)Duitsland · Duitse Democratische Republiek · Engeland · Estland · Faeröer · Finland · Frankrijk · Georgië · Griekenland · Hongarije · IJsland · Ierland · Israël · Italië · Joegoslavië · Kroatië · Letland · Liechtenstein · Litouwen · Luxemburg · Malta · Moldavië · Nederland · Noord-Ierland · Noord-Macedonië · Noorwegen · Oekraïne · Oostenrijk · Polen · Portugal · Roemenië · Rusland · San Marino · Schotland · Slovenië · Slowakije · Sovjet-Unie/GOS ·  Spanje · Tsjechië · Tsjecho-Slowakije · Turkije · Wales · Wit-Rusland · Zweden · Zwitserland

AFC: Kazachstan

CAF: Madagaskar

CONCACAF: Belize · Canada
IFA · A-internationals · Selecties · Bondscoaches · Noord-Iers vrouwenelftal · Brits olympisch elftal · N-Ierland U21 · N-Ierland U20 · N-Ierland U19 · N-Ierland U18 · N-Ierland U17 · N-Ierland U16
1882 – 1899 ·
1900 – 1919 ·
1920 – 1929 ·
1930 – 1939 ·
1940 – 1949 ·
1950 – 1959 ·
1960 – 1969 ·
1970 – 1979 ·
1980 – 1989 ·
1990 – 1999 ·
2000 – 2009 ·
2010 – 2019 ·
2020 – 2029
EK 2016
WK 1958 · 
WK 1982 · 
WK 1986
1921 · 
1922 · 
1923 · 
1924 · 
1925 · 
1926 · 
1927 · 
1928 · 
1929 · 
1930 · 
1931 · 
1932 · 
1933 · 
1934 · 
1935 · 
1936 · 
1937 · 
1938 · 
1939 · 
1940 · 1941 · 1942 · 1943 · 1944 · 1945 · 
1946 · 
1947 · 
1948 · 
1949 · 
1950 · 
1952 · 
1952 · 
1953 · 
1954 · 
1955 · 
1956 · 
1957 · 
1958 · 
1959 · 
1960 · 
1961 · 
1962 · 
1963 · 
1964 · 
1965 · 
1966 · 
1967 · 
1968 · 
1969 · 
1970 · 
1971 · 
1972 · 
1973 · 
1974 · 
1975 · 
1976 · 
1977 · 
1978 · 
1979 · 
1980 · 
1981 · 
1982 · 
1983 · 
1984 · 
1985 · 
1986 · 
1987 · 
1988 · 
1989 · 
1990 ·
1991 · 
1992 · 
1993 · 
1994 · 
1995 · 
1996 · 
1997 · 
1998 · 
1999 · 
2000 · 
2001 · 
2002 · 
2003 · 
2004 · 
2005 · 
2006 · 
2007 · 
2008 · 
2009 · 
2010 · 
2011 · 
2012 · 
2013 · 
2014 · 
2015 · 
2016 · 
2017 · 
2018 · 
2019 · 
2020 · 
2021 ·
2022 ·
2023 ·
2024
Albanië ·
Algerije ·
Andorra ·
Argentinië ·
Armenië ·
Australië ·
Azerbeidzjan ·
Barbados ·
België ·
Bosnië en Herzegovina ·
Brazilië ·
Bulgarije ·
Canada ·
Chili ·
Colombia ·
Costa Rica ·
Cyprus ·
Denemarken ·
Duitsland ·
Engeland ·
Estland ·
Faeröer ·
Finland ·
Frankrijk ·
Georgië · 
Griekenland ·
Honduras ·
Hongarije ·
Ierland ·
IJsland ·
Israël ·
Italië ·
Joegoslavië ·
Kazachstan ·
Kosovo ·
Kroatië ·
Letland ·
Liechtenstein ·
Litouwen ·
Luxemburg · 
Malta ·
Marokko ·
Mexico ·
Moldavië ·
Montenegro ·
Nederland ·
Nieuw-Zeeland ·
Noorwegen ·
Oekraïne ·
Oostenrijk ·
Panama ·
Polen ·
Portugal ·
Qatar ·
Roemenië ·
Rusland ·
Saint Kitts en Nevis ·
San Marino ·
Schotland ·
Servië ·
Servië en Montenegro ·
Slovenië ·
Slowakije ·
Sovjet-Unie ·
Spanje ·
Thailand ·
Trinidad en Tobago ·
Tsjechië ·
Tsjecho-Slowakije ·
Turkije ·
Uruguay ·
Verenigde Staten ·
Wales ·
Wit-Rusland · 
Zuid-Korea ·
Zweden ·
Zwitserland
Frankrijk (1982) · Oekraïne (2016) · Oostenrijk (1982) · Polen (2016)